# Присъда (филм, 1977)
„Присъда“ (на македонска литературна норма: „Пресуда“) е игрален военен филм от Република Македония от 1977 година на режисьора Трайче Попов по сценарий на Йово Камберски.
Главните роли се изпълняват от Благоя Спиркоски-Джумерко, Димитър Зози, Драгомир Фелба, Георги Бисерков, Кирил Псалтиров, Кирил Ристоски, Киро Попов, Мирче Доневски, Младен Кръстевски, Ненад Милосавлевич, Ненад Стояновски, Иван Петрушевски.

## Сюжет
Филмът проследява съдбата на партизанина Ангелов, който в сблъсъка с врага, в една предварително загубена битка, той напуска бойното поле и заминава да види майка си, която току-що се е възстановила от интерниране. По тази причина Ангелов е обявен за дезертьор и когато се връща в бригадата е разоръжен и е заведен пред комисаря на бригадата. Изпратен е отново в битка, за да спечели правото на оръжие. Митко Ангелов е заловен от германски войници и е разпитван. След проявената храброст в битката и последвалите събития, Митко Ангелов се завръща в бригадата си. След приключилата битка, партизаните отново са в строй. В бригадата пристига Кораб, който съобщава, че председателят на Военния съд е осъдил Митко Ангелов на смъртно наказание заради дезертирането му. Командващият чете присъдата, а бойците са изненадани. Тогава той сам избира тези, които ще извършат присъдата. Те отказват и хвърлят оръжието на земята. Към тях се присъединяват и останалите бойци от бригадата. В крайна сметка, командирът връща оръжието на Митко Ангелов и той заема своето място в бригадата.

## Награди
- Награда „13 ноември“ за Никола Лазаревски за сценографията във филма